# Marius Penin
Pour les articles homonymes, voir Penin.
Marius Pons Jean-Baptiste Penin, né le 15 août 1807 à Barjols, où il est mort le 20 novembre 1883, est un médailleur français actif à Lyon.

## Biographie
Issu d'une famille provençale d'orfèvres originaire des Deux-Sèvres (La Motte St-Héray) et premier de la génération de médailleurs dans la famille Penin, Marius Pons Jean-Baptiste Penin est le père du médailleur lyonnais Ludovic Penin (1830-1868).

## Œuvres

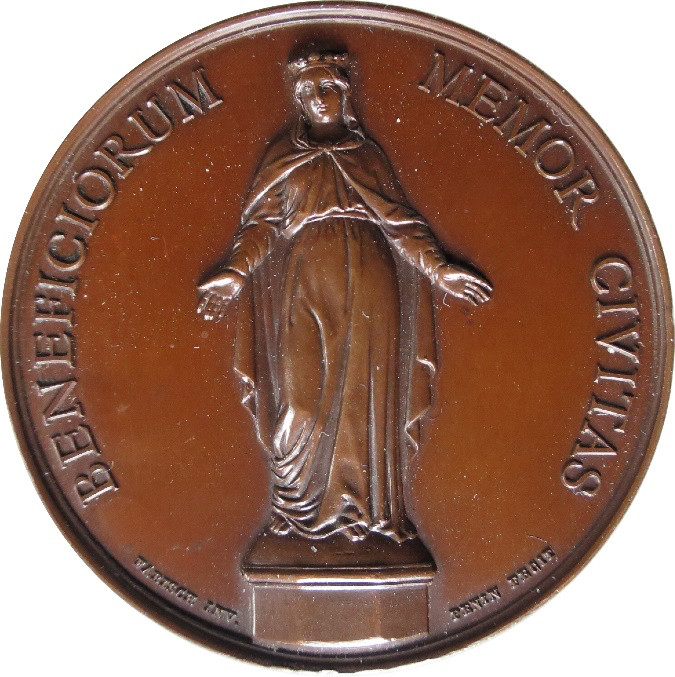
Médaille d'inauguration de la statue de la Vierge de la chapelle de Fourvière, en collaboration avec Joseph-Hugues Fabisch.

Il composa de nombreuses médailles religieuses à Lyon de 1828-1880. Par exemple la médaille de 1843 à la mémoire de saint Vincent de Paul.

## Généalogie
- Marius Penin (1807-1880), médailleur lyonnais.
  - Ludovic Penin (1830-1868), fils de Marius Penin, médailleur lyonnais, a le titre de graveur pontifical accordé en 1864 par Pie IX.
    - X
      - Adolphe Penin (1888-1985), petit-fils de Ludovic Penin, médailleur lyonnais, élève d’Henri-Auguste-Jules Patey à l’École nationale supérieure des beaux-arts de Paris.
        - Paul Penin (1921-2017), fils de Adolphe Penin, sculpteur et médailleur lyonnais, élève d’Henry Dropsy à l'École nationale supérieure des beaux-arts de Paris.